# Roberto Mertins Murúa
José Roberto Mertins Murúa, (n. Guatemala - m. ciudad de Guatemala, 3 de septiembre de 1980) fue profesor en la Universidad Rafael Landívar, exsecretario general de la Federación de Universidades Privadas de América Central y presidente del Instituto de Cultura Hispánica. Fue candidato de la Democracia Cristiana al Congreso de Guatemala en 1978.

## Biografía
Estudió en Barcelona en la década de los 60, etapa en la que presidió la Asociación de Estudiantes Guatemaltecos y la Federación de Estudiantes Iberoamericanos en Madrid. A su vuelta, siguió cultivando la relación entre España y Guatemala, llegando a presidir el Instituto Guatemalteco de Cultura Hispánica.
A raíz de la masacre en la Embajada de España en Guatemala, en la que fallecieron 37 personas, realizó duras declaraciones en Televisión Española, llegando a afirmar que «El Gobierno guatemalteco se encuentra en una situación sin salida, endureciendo la represión y víctima de denuncias internacionales desde Amnistía Internacional a la Organización de Estados Americanos», vaticinando en el Colegio Nuestra Señora de Guadalupe (Madrid) de AECID, una incontrolable espiral de violencia: «En el futuro nos acercaremos a una guerra civil». Por esas premoniciones y denuncias realizadas en España, recibió amenazas conminándole a no regresar a Guatemala. Regresó, sin embargo, y a los pocos meses (3 de septiembre de 1980) fue asesinado por dos personas que viajaban en moto, cuando conducía a su trabajo. Le acribillaron con 52 tiros, por ser «culpable de leer libros y no callarse delante de atrocidades del calibre como la anteriormente mencionada».
Hacía tan sólo unos días que había inaugurado la nueva sede del Instituto Guatemalteco de Cultura Hispánica en la Plaza de España, no pudiendo llegar a disfrutarla.
Tres décadas más tarde, todavía su nombre (al igual que otros muchos) es recurrente en los informes y solicitudes de justicia en Guatemala.
Esquela de Roberto Mertins Murúa y placa homenaje en el Colegio Mayor Nuestra Señora de Guadalupe, en la Ciudad Universitaria de Madrid: "abatido por las fuerzas encargadas supuestamente de mantener el orden, cuando trabajaba en defensa de las libertades en Guatemala".

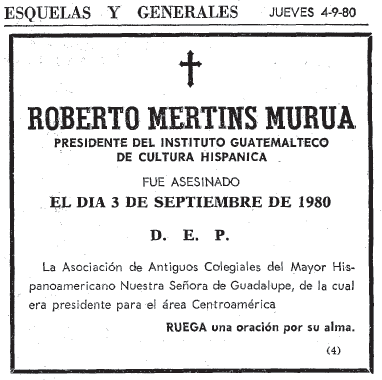
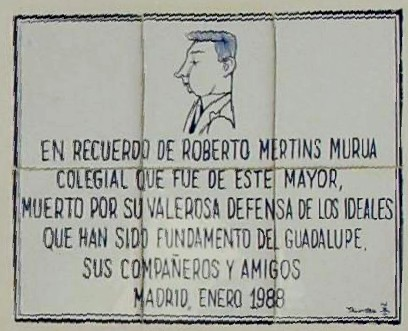